# Gherardi Davis
Gherardi Davis (15 de outubro de 1858 - 9 de março de 1941) foi um advogado americano, autor de livros e político de Nova Iorque.

## Vida
Ele nasceu em 15 de outubro de 1858 em San Francisco, Califórnia, filho de George Henry Davis (1824-1897) e Clara Jane (Gherardi) Davis (1827-1897).
O governador de Massachusetts John Davis era seu avô; O contra-almirante Bancroft Gherardi era seu tio; e o engenheiro elétrico Bancroft Gherardi Jr. era seu primo em primeiro grau.
Em 1868, a família foi para a Europa e Gherardi frequentou a escola na Alemanha e a faculdade na França.

## Carreira
Em 1879, ele retornou aos Estados Unidos e estudou direito, primeiro em Washington, D.C. e depois em Nova Iorque. Ele foi admitido no bar e exerceu advocacia em Nova Iorque.
Davis foi membro da Assembleia do Estado de Nova Iorque em 1899, 1900, 1901 e 1902; e foi Chairman da Comissão de Terras Públicas e Florestas em 1902.
Em 20 de março de 1903, ele foi nomeado terceiro vice-Comissário de Polícia de Nova Iorque.

### Navegação
Em 1910, ele se interessou por barcos à vela. Ele competiu em regatas com seu iate Alice e ganhou muitos prêmios.

## Vida pessoal
Em 7 de abril de 1894, casou-se com Alice King (1860–1920), filha do senador estadual John A. King. Gherardi e Alice Davis publicaram vários trabalhos sobre estandartes.
Ele morreu em 9 de março de 1941, no Harkness Pavilion do Columbia–Presbyterian Medical Center, em Manhattan.

## Obras
- Fahnen und Standarten aus dem Kriege von 1870–71 (Nova Iorque, 1901)
- Regimental Colors in the War of the Revolution (publicação privada na Gilliss Press; Nova Iorque; 1907)
- Regimental Colors of the German Armies in the War of 1870-1871 (publicação privada na Gilliss Press, Nova Iorque, 1911)
- The Gospels — br a Layman (publicado na Gilliss Press; Nova Iorque; 1916)